# Ciclismo ai Giochi della XXVI Olimpiade - Velocità maschile
Le gare di velocità maschile dei Giochi della XXVI Olimpiade si sono disputate dal 24 al 28 luglio al Velodromo Stone Mountain a Stone Mountain, negli Stati Uniti. La competizione ha visto la partecipazione di 24 ciclisti provenienti da 16 nazioni.
La medaglia d'oro fu vinta dal tedesco Jens Fiedler, mentre l'argento e il bronzo sono andati rispettivamente allo statunitense Marty Nothstein e al canadese Curt Harnett.

## Programma
Tutti gli orari sono UTC-4
| Data           | Ora (UTC-4) | Turno            |
| -------------- | ----------- | ---------------- |
| 24 luglio 1996 | 10:00       | Qualificazioni   |
| 24 luglio 1996 | 17:35       | Primo turno      |
| 25 luglio 1996 | 10:55       | Secondo turno    |
| 26 luglio 1996 | 11:40       | Ottavi di finale |
| 27 luglio 1996 | 11:25       | Quarti di finale |
| 27 luglio 1996 | 13:35       | Semifinali       |
| 28 luglio 1996 | 12:15       | Finali           |

## Record
Prima della competizione il record del mondo e il record olimpico erano i seguenti:
| Record mondiale | 9"865  | Curt Harnett | 28 settembre 1995 Bogotà, Colombia |
| Record olimpico | 10"252 | Jens Fiedler | 28 luglio 1992 Barcellona, Spagna  |

## Regolamento
La competizione della velocità si apre in genere con un turno di qualificazione individuale sulla distanza cronometrata dei 200 metri con partenza lanciata. Poi inizia il "torneo di velocità", in cui i ciclisti si sfidano a coppie, abbinati per tempo di qualificazione (il primo con l'ultimo, il secondo con il penultimo, e così via), su una distanza di tre giri di pista. In ogni turno si qualifica alla fase successiva il corridore che, nella sfida al meglio delle tre manche, ne vince due.
La competizione si svolge in più turni:
- Qualificazioni: Nelle qualificazioni i ciclisti scendono in pista a due a due per stabilire, analogamente ad una comune gara a cronometro, il loro tempo di qualifica.
- Primo turno: si qualifica alla fase successiva il corridore che vince la manche mentre i perdenti vanno al primo ripescaggio.
- Ripescaggi primo turno: 12 ciclisti sono divisi in 6 manche da 2 ciclisti ciascuna, i vincenti si qualificano al secondo turno gli altri sono eliminati.
- Secondo turno: 18 ciclisti sono divisi in 9 batterie: i vincenti accedono ai quarti di finale, i perdenti vanno al secondo ripescaggio.
- Ripescaggi secondo turno: 3 batterie di 3 ciclisti; i vincenti accedono agli ottavi, i perdenti vengono eliminati.
- Ottavi di finale: 12 ciclisti in 6 batterie, dove i vincenti avanzano ai quarti di finale mentre i perdenti vanno al terzo ripescaggio.
- Il terzo ripescaggio prevede 2 batterie da 3 ciclisti ciascuna; i vincitori accedono ai quarti di finale mentre tutti gli altri vengono eliminati
- Quarti di finale: I quarti di finale si disputano al meglio delle due manche su tre; gli 8 ciclisti sono accoppiati in 4 quarti di finale. Il vincitore di due gare in ogni quarto di finale va alle semifinali, mentre il perdente disputa la classificazione dal quinto all'ottavo posto.
- Semifinale e finali: i vincitori delle due manche delle semifinali accedono alla finale per il primo posto, i perdenti disputano la finale per il bronzo.

## Risultati

### Round di qualificazione
| Posizione | Atleta                     | Nazione       | Tempo  | Note |
| --------- | -------------------------- | ------------- | ------ | ---- |
| 1         | Gary Neiwand               | Australia     | 10.129 | Q    |
| 2         | Curt Harnett               | Canada        | 10.175 | Q    |
| 3         | Marty Nothstein            | Stati Uniti   | 10.176 | Q    |
| 4         | Jens Fiedler               | Germania      | 10.232 | Q    |
| 5         | Eyk Pokorny                | Germania      | 10.233 | Q    |
| 6         | Darryn Hill                | Australia     | 10.329 | Q    |
| 7         | Pavel Buráň                | Rep. Ceca     | 10.389 | Q    |
| 8         | Florian Rousseau           | Francia       | 10.397 | Q    |
| 9         | Viesturs Bērziņš           | Lettonia      | 10.463 | Q    |
| 10        | Roberto Chiappa            | Italia        | 10.473 | Q    |
| 11        | José Manuel Moreno Periñán | Spagna        | 10.492 | Q    |
| 12        | William Clay               | Stati Uniti   | 10.543 | Q    |
| 13        | Georgios Cheimonetos       | Grecia        | 10.559 | Q    |
| 14        | Frédéric Magné             | Francia       | 10.602 | Q    |
| 15        | José Antonio Escuredo      | Spagna        | 10.630 | Q    |
| 16        | Martin Hrbáček             | Slovacchia    | 10.693 | Q    |
| 17        | Jean-Pierre van Zyl        | Sudafrica     | 10.695 | Q    |
| 18        | Lambros Vasilopoulos       | Grecia        | 10.726 | Q    |
| 19        | Yuichiro Kamiyama          | Giappone      | 10.772 | Q    |
| 20        | Peter Bazálik              | Slovacchia    | 10.837 | Q    |
| 21        | Gianluca Capitano          | Italia        | 10.895 | Q    |
| 22        | Hyeon Byeong-cheol         | Corea del Sud | 11.001 | Q    |
| 23        | Darren McKenzie-Potter     | Nuova Zelanda | 11.211 | Q    |
| 24        | Claus Martínez             | Bolivia       | 12.341 | Q    |

### Primo turno
| Batteria | Posizione | Atleta                     | Nazione       | Tempo  | Note |
| -------- | --------- | -------------------------- | ------------- | ------ | ---- |
| 1        | 1         | Gary Neiwand               | Australia     | 14.373 | Q    |
| 1        | 2         | Claus Martínez             | Bolivia       |        | R    |
| 2        | 1         | Curt Harnett               | Canada        | 11.380 | Q    |
| 2        | 2         | Darren McKenzie-Potter     | Nuova Zelanda |        | R    |
| 3        | 1         | Marty Nothstein            | Stati Uniti   | 11.415 | Q    |
| 3        | 2         | Hyeon Byeong-cheol         | Corea del Sud |        | R    |
| 4        | 1         | Jens Fiedler               | Germania      | 11.722 | Q    |
| 4        | 2         | Gianluca Capitano          | Italia        |        | R    |
| 5        | 1         | Eyk Pokorny                | Germania      | 10.995 | Q    |
| 5        | 2         | Peter Bazálik              | Slovacchia    |        | R    |
| 6        | 1         | Darryn Hill                | Australia     | 11.192 | Q    |
| 6        | 2         | Yuichiro Kamiyama          | Giappone      |        | R    |
| 7        | 1         | Pavel Buráň                | Rep. Ceca     | 11.700 | Q    |
| 7        | 2         | Lambros Vasilopoulos       | Grecia        |        | R    |
| 8        | 1         | Florian Rousseau           | Francia       | 11.296 | Q    |
| 8        | 2         | Martin Hrbáček             | Slovacchia    |        | R    |
| 9        | 1         | Viesturs Bērziņš           | Lettonia      | 11.008 | Q    |
| 9        | 2         | Jean-Pierre van Zyl        | Sudafrica     |        | R    |
| 10       | 1         | Roberto Chiappa            | Italia        | 10.896 | Q    |
| 10       | 2         | José Antonio Escuredo      | Spagna        |        | R    |
| 11       | 1         | Frédéric Magné             | Francia       | 10.740 | Q    |
| 11       | 2         | José Manuel Moreno Periñán | Spagna        |        | R    |
| 12       | 1         | Georgios Cheimonetos       | Grecia        | 11.182 | Q    |
| 12       | 2         | William Clay               | Stati Uniti   |        | R    |

### Ripescaggi primo turno
I vincitori di ogni batteria si qualificano per il secondo turno.
| Batteria | Posizione | Atleta                     | Nazione       | Gap    | Note |
| -------- | --------- | -------------------------- | ------------- | ------ | ---- |
| 1        | 1         | William Clay               | Stati Uniti   | 11.191 | Q    |
| 1        | 2         | Claus Martínez             | Bolivia       |        |      |
| 2        | 1         | José Manuel Moreno Periñán | Spagna        | 11.017 | Q    |
| 2        | 2         | Darren McKenzie-Potter     | Nuova Zelanda |        |      |
| 3        | 1         | José Antonio Escuredo      | Spagna        | 11.257 | Q    |
| 3        | 2         | Hyeon Byeong-cheol         | Corea del Sud |        |      |
| 4        | 1         | Martin Hrbáček             | Slovacchia    | 11.076 | Q    |
| 4        | 2         | Gianluca Capitano          | Italia        |        |      |
| 5        | 1         | Peter Bazálik              | Slovacchia    | 11.222 | Q    |
| 5        | 2         | Jean-Pierre van Zyl        | Sudafrica     |        |      |
| 6        | 1         | Lambros Vasilopoulos       | Grecia        | 11.060 | Q    |
| 6        | 2         | Yuichiro Kamiyama          | Giappone      |        |      |

### Secondo turno
I vincitori di ogni batteria si qualificano per gli ottavi, i perdenti vanno ai ripescaggi.
| Batteria | Posizione | Atleta                     | Nazione     | Gap    | Note |
| -------- | --------- | -------------------------- | ----------- | ------ | ---- |
| 1        | 1         | Gary Neiwand               | Australia   | 11.249 | Q    |
| 1        | 2         | Lambros Vasilopoulos       | Grecia      |        | R    |
| 2        | 1         | Curt Harnett               | Canada      | 11.058 | Q    |
| 2        | 2         | Peter Bazálik              | Slovacchia  |        | R    |
| 3        | 1         | Marty Nothstein            | Stati Uniti | 10.899 | Q    |
| 3        | 2         | Martin Hrbáček             | Slovacchia  |        | R    |
| 4        | 1         | Jens Fiedler               | Germania    | 10.597 | Q    |
| 4        | 2         | José Antonio Escuredo      | Spagna      |        | R    |
| 5        | 1         | Eyk Pokorny                | Germania    | 10.966 | Q    |
| 5        | 2         | José Manuel Moreno Periñán | Spagna      |        | R    |
| 6        | 1         | Darryn Hill                | Australia   | 10.811 | Q    |
| 6        | 2         | William Clay               | Stati Uniti |        | R    |
| 7        | 1         | Pavel Buráň                | Rep. Ceca   | 11.272 | Q    |
| 7        | 2         | Georgios Cheimonetos       | Grecia      |        | R    |
| 8        | 1         | Florian Rousseau           | Francia     | 10.745 | Q    |
| 8        | 2         | Frédéric Magné             | Francia     |        | R    |
| 9        | 1         | Viesturs Bērziņš           | Lettonia    | 11.044 | Q    |
| 9        | 2         | Roberto Chiappa            | Italia      |        | R    |

### Ripescaggi secondo turno
I vincitori di ogni batteria si qualificano per gli ottavi.
| Batteria | Posizione | Atleta                     | Nazione     | Gap    | Note |
| -------- | --------- | -------------------------- | ----------- | ------ | ---- |
| 1        | 1         | Roberto Chiappa            | Italia      | 11.378 | Q    |
| 1        | 2         | Lambros Vasilopoulos       | Grecia      |        |      |
| 1        | 3         | William Clay               | Stati Uniti | DQ     |      |
| 2        | 1         | José Manuel Moreno Periñán | Spagna      | 11.089 | Q    |
| 2        | 2         | Georgios Cheimonetos       | Grecia      |        |      |
| 2        | 3         | Peter Bazálik              | Slovacchia  |        |      |
| 3        | 1         | Frédéric Magné             | Francia     | 11.035 | Q    |
| 3        | 2         | Martin Hrbáček             | Slovacchia  |        |      |
| 3        | 3         | José Antonio Escuredo      | Spagna      |        |      |

### Ottavi di finale
I vincitori di ogni batteria si qualificano per i quarti, i perdenti vanno ai ripescaggi.
| Batteria | Posizione | Atleta                     | Nazione     | Gap    | Note |
| -------- | --------- | -------------------------- | ----------- | ------ | ---- |
| 1        | 1         | Gary Neiwand               | Australia   | 11.625 | Q    |
| 1        | 2         | Frédéric Magné             | Francia     |        | R    |
| 2        | 1         | Curt Harnett               | Canada      | 10.793 | Q    |
| 2        | 2         | José Manuel Moreno Periñán | Spagna      |        | R    |
| 3        | 1         | Marty Nothstein            | Stati Uniti | 11.047 | Q    |
| 3        | 2         | Roberto Chiappa            | Italia      |        | R    |
| 4        | 1         | Jens Fiedler               | Germania    | 10.808 | Q    |
| 4        | 2         | Viesturs Bērziņš           | Lettonia    |        | R    |
| 5        | 1         | Florian Rousseau           | Francia     | 10.828 | Q    |
| 5        | 2         | Eyk Pokorny                | Germania    |        | R    |
| 6        | 1         | Darryn Hill                | Australia   | 11.008 | Q    |
| 6        | 2         | Pavel Buráň                | Rep. Ceca   |        | R    |

### Ripescaggi ottavi
I vincitori di ogni batteria si qualificano per i quarti.
| Batteria | Posizione | Atleta                     | Nazione   | Gap    | Note |
| -------- | --------- | -------------------------- | --------- | ------ | ---- |
| 1        | 1         | Frédéric Magné             | Francia   | 10.975 | Q    |
| 1        | 2         | Pavel Buráň                | Rep. Ceca |        |      |
| 1        | 3         | Viesturs Bērziņš           | Lettonia  |        |      |
| 2        | 1         | Eyk Pokorny                | Germania  | 10.975 | Q    |
| 2        | 2         | Roberto Chiappa            | Italia    |        |      |
| 2        | 3         | José Manuel Moreno Periñán | Spagna    |        |      |

### Quarti di finale
I vincitori di ogni batteria si qualificano per le semifinali
| Batteria | Posizione | Atleta           | Nazione     | Gara 1 | Gara 2 | Gara 3 | Note |
| -------- | --------- | ---------------- | ----------- | ------ | ------ | ------ | ---- |
| 1        | 1         | Gary Neiwand     | Australia   | 10.794 | 11.091 |        | Q    |
| 1        | 2         | Eyk Pokorny      | Germania    |        |        |        |      |
| 2        | 1         | Curt Harnett     | Canada      | 11.127 | DQ     | 10.712 | Q    |
| 2        | 2         | Frédéric Magné   | Francia     |        | 11.022 |        |      |
| 3        | 1         | Marty Nothstein  | Stati Uniti | 10.950 | 10.650 |        | Q    |
| 3        | 2         | Darryn Hill      | Australia   |        |        |        |      |
| 4        | 1         | Jens Fiedler     | Germania    | 10.752 | 10.957 |        | Q    |
| 4        | 2         | Florian Rousseau | Francia     |        |        |        |      |

### Semifinali
I vincitori di ogni batteria si qualificano alla finale per l'oro, gli altri si qualificano alla finale per il bronzo
| Batteria | Posizione | Atleta          | Nazione     | Gara 1 | Gara 2 | Gara 3 | Note |
| -------- | --------- | --------------- | ----------- | ------ | ------ | ------ | ---- |
| 1        | 1         | Jens Fiedler    | Germania    | 10.618 | 10.974 |        | Q    |
| 1        | 2         | Gary Neiwand    | Australia   |        |        |        |      |
| 2        | 1         | Marty Nothstein | Stati Uniti | 10.731 | 10.905 |        | Q    |
| 2        | 2         | Curt Harnett    | Canada      |        |        |        |      |

### Finali
| Posizione            | Atleta          | Nazione     | Gara 1 | Gara 2 | Gara 3 |
| -------------------- | --------------- | ----------- | ------ | ------ | ------ |
| Finale per l'oro     |                 |             |        |        |        |
|                      | Jens Fiedler    | Germania    | 10.664 | 11.074 |        |
|                      | Marty Nothstein | Stati Uniti |        |        |        |
| Finale per il bronzo |                 |             |        |        |        |
|                      | Curt Harnett    | Canada      | 10.947 | 10.949 |        |
| 4                    | Gary Neiwand    | Australia   |        |        |        |

| Posizione | Atleta           | Nazione   | Tempo  | Note |
| --------- | ---------------- | --------- | ------ | ---- |
| 5         | Darryn Hill      | Australia | 11.072 |      |
| 6         | Frédéric Magné   | Francia   |        |      |
| 7         | Eyk Pokorny      | Germania  |        |      |
| 8         | Florian Rousseau | Francia   |        |      |